# José Márquez Granados
Cet article concerne le vététiste espagnol. Pour le coureur vénézuélien, voir José Márquez.
José Márquez Granados (né le 17 mars 1976 à Ojén) est un coureur cycliste espagnol, spécialiste du VTT.

## Palmarès en VTT

### Championnats du monde
- Sierra Nevada 2000
  - 4e du cross-country[2]

### Championnats d'Europe
- Silkeborg 1997
  -  Médaillé de bronze du cross-country espoirs
- Zurich 2002
  - 7e du cross-country

### Championnats nationaux
| - 1995 - 2e du cross-country - 1996 - Champion d'Espagne de cross-country - 1999 - Champion d'Espagne de cross-country - 2000 - Champion d'Espagne de cross-country | - 2002 - 2e du cross-country - 2003 - Champion d'Espagne de cross-country - 2015 - Champion d'Espagne de cross-country marathon - 2019 - 3e du cross-country marathon |  |

## Palmarès sur route
- 2000
  - Tour d'Ávila